# 永丰镇 (项城市)
永丰镇，是中华人民共和国河南省周口市項城市下辖的一个乡镇级行政单位。古称百冢铺，清宣统三年（1911年）更名“永丰”，取永年丰收之意。1965年成立永丰人民公社。1983年改设永丰乡。2012年撤乡设镇，设立永丰镇。

## 行政区划
永丰镇下辖以下地区：
永丰村、冯滩村、沈庄村、克庄村、王庄村、王营村、闫庄村、朱滩村、平楼村、后栾村、马庄村、大黄村、大李庄村、鲍庄村、前栾村、栗营村、凡冲村、火星阁村、马楼村、毛集村、唐楼村、汕河村、大刘村、大靳村、郭大庄村、谷楼村、王楼村、罗集村和鞠营村。